# C19H28N2O4
化学式C19H28N2O4的化合物（摩尔质量：348.44 g/mol）可以指：
- 卡吲洛尔，CAS号：39731-05-0
- 醋酸罗沙替丁，CAS号：78628-28-1

|  | 这个同类索引页列出了具有相同分子式的化学物（即同分異構體）条目。 除非您是有意链接至本页，否则应将相应条目的内部链接指向正确的条目。 |